# مايك غاندولفي
مايك غاندولفي (بالإنجليزية: Mike Gandolfi)‏ مواليد 31 يناير 1962 في سان دييغو، هو ممثل ومنتج وكاتب سيناريو أمريكي بدأ مسيرته الفنية سنة 1992.

## الأعمال

### مسلسلات
- روزان (1992)
- الحياة مع لوي (1997)
- بنات غيلمور (2000) (بدور: أندرو)
- غيلمور غيلز: سنة في العمر (2016) (بدور: أندرو)

## روابط خارجية
- مايك غاندولفي على موقع IMDb (الإنجليزية)
- مايك غاندولفي على موقع ألو سيني (الفرنسية)
- مايك غاندولفي على موقع كينوبويسك (الروسية)